# Бообек
Бообек (до 2024 года — Новомихайловка) — село в Кеминском районе Чуйской области Кыргызстана. Входит в состав Чым-Коргонского аильного округа. Код СОАТЕ — 41708 213 839 02 0.

## География
Село расположено в левобережной части долины реки Чу, вблизи границы с Казахстаном, на расстоянии приблизительно 9 километров (по прямой) к западу-северо-западу (WNW) от города Кемин, административного центра района. Абсолютная высота — 1020 метров над уровнем моря.

## Население
| год     | 2009 | 2014 | 2015 |
| ------- | ---- | ---- | ---- |
| человек | 312  | 380  | 388  |